# اردشیر گودرج
اردشیر گودرج (به انگلیسی: Ardeshir Godrej) (زاده ۱۸۶۸ - درگذشته ۱۹۳۶) کارآفرین، صنعت‌گر و بازرگان هندی و از پارسیان هند بود، که در سال ۱۸۹۷ گروه گودرج را تأسیس کرد.
وی بنیانگذار خانواده گودرج می‌باشد، که هم‌اکنون مالکیت بیش از ۱۰۰ کارخانه تولیدی در ۶۰ کشور جهان را در اختیار دارند و پس از خانواده تاتا، ثروتمندترین خانواده پارسیان هند به‌شمار می‌آیند.